# Castelo de Alcanede

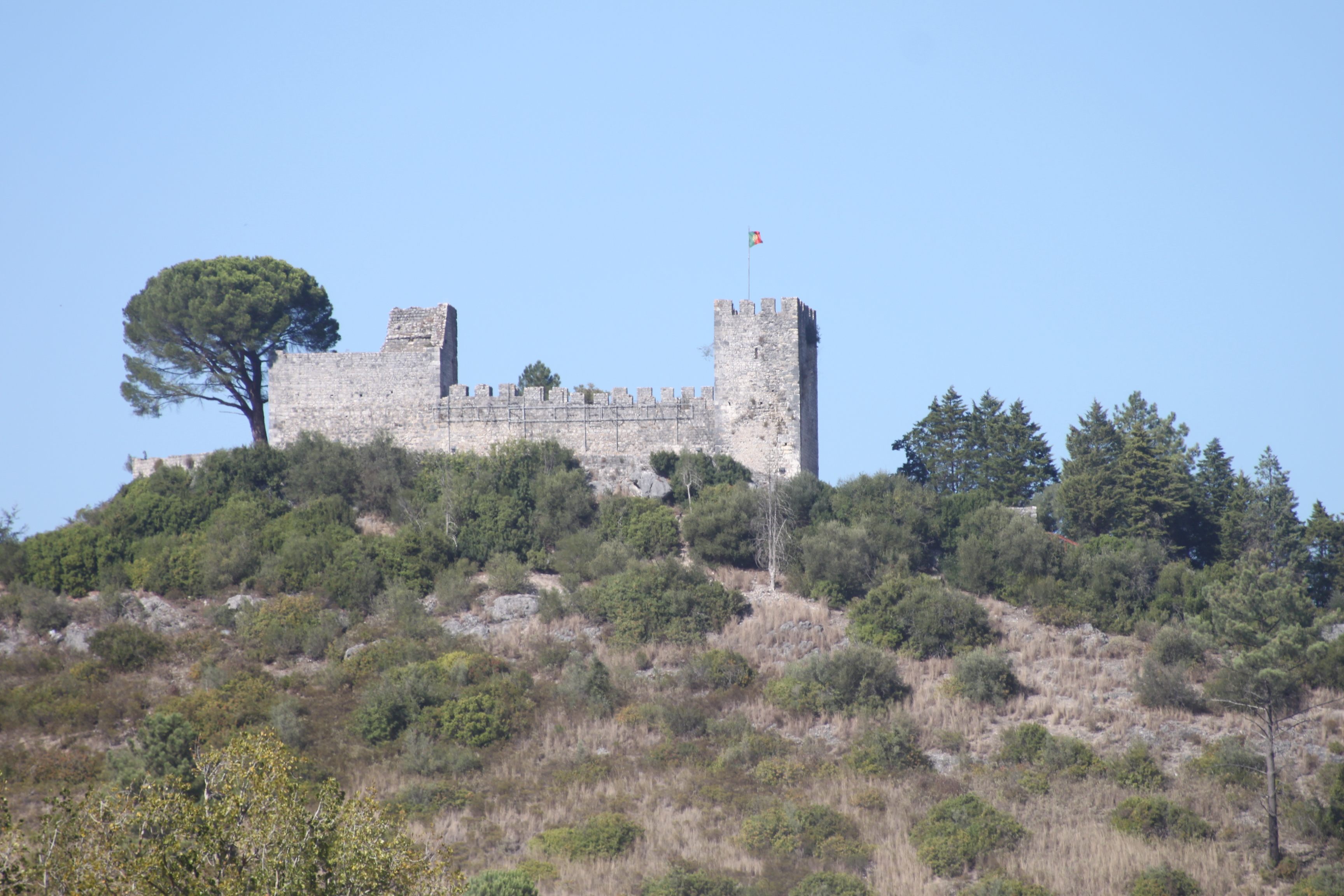

O Castelo de Alcanede localiza-se na freguesia do mesmo nome, no município e no distrito de Santarém, em Portugal.
Este monumento, em ruínas até ao início da década de 1940, foi objeto de intervenção de restauro da Direcção Geral dos Edifícios e Monumentos Nacionais (DGEMN), que procurou devolvê-lo à sua forma aproximada em fins da Idade Média, conservando-o como marco histórico na paisagem da região.
O Castelo de Alcanede encontra-se classificado como Imóvel de Interesse Público desde 1943.

## História

### Antecedentes
Acredita-se que a primitiva ocupação humana de seu sítio remonta a um castro pré-histórico, fortificado à época da ocupação romana e posteriormente reforçado e ampliado.

### O castelo medieval
À época da Reconquista cristã da Península Ibérica foi tomado pelo conde D. Henrique (1091) e posteriormente recuperado pelos mouros. A sua posse definitiva foi obtida a partir da conquista pelo rei D. Afonso Henriques (1112-1185), no contexto das conquistas de Santarém e de Lisboa. O seu primeiro Alcaide foi D. Gonçalo Mendes de Sousa, mordomo-mor de D. Afonso Henriques, a quem coube as tarefas de reedificar e ampliar o recinto amuralhado e de povoar e organizar a vila, em momento anterior a 1163.
A vila e seu castelo devem ter-se mantido em estado de alerta quando da incursão almóada de 1171 sob o comando do califa almóada Abu Iacube Iúçufe I (r. 1163–1184). Pouco mais tarde, D. Sancho I (1185-1211) confiou à Ordem de Calatrava o Castelo de Alcanede, povoação onde esta ordem militar possuía bens, conforme bula datada de 1201. Este património passaria para o nome da Ordem de Avis sob o reinado de D. Dinis (1279-1325). Datam deste último período, diante da expansão demográfica da região, algumas das estruturas mais importantes do castelo, como a Torre de Menagem, coroada por merlões.
Em 1370, sob o reinado de D. Fernando (1367-1383), os homens da vila de Alcanede foram isentos de participar nas obras do Castelo de Santarém, desde que reparassem as muralhas do seu próprio castelo.
À época da crise de 1383-1385, apoiou o Mestre de Avis, tendo o seu Alcaide, Álvaro Vasques, integrado as forças portuguesas que combateram em território de Castela, tendo perecido no reconhecimento, como voluntário, de um vau do rio Douro.
Sob o reinado de D. Manuel (1495-1521) a vila conheceu um novo surto de crescimento, graças ao Foral Novo outorgado em 1514. Além disso, o soberano custeou parte das obras no castelo e na igreja matriz da vila.
O terramoto de 1531 abalou-lhe a estrutura, marcando o início da sua decadência. Sem função militar e nem importância estratégica, não houve interesse em repará-lo, mergulhando no abandono e no esquecimento.

### A reconstrução no século XX
Em ruínas no século XX, o Castelo de Alcanede foi considerado como Imóvel de Interesse Público por Decreto de 18 de Agosto de 1943, sofrendo importantes obras de consolidação e reedificação entre 1941 e 1949 sob a responsabilidade da DGEMN. Nesse período foram reerguidos os panos de muralhas, bem como levantadas diversas estruturas como as torres e os espaços internos do castelo.

## Características
Apresenta planta em formato aproximadamente ovalado, com as muralhas envolvendo a praça de armas. Em lado oposto ao da Torre de Menagem, os muros são reforçados por um torreão.